# راکی هد (آلاباما)
راکی هد (به انگلیسی: Rocky Head) یک منطقهٔ مسکونی در ایالات متحده آمریکا است که در شهرستان داله، آلاباما واقع شده‌است. راکی هد ۱۴۳٫۸۷ متر بالاتر از سطح دریا واقع شده‌است.